# حسين المفيدي
حسين المفيدي (13 مايو 1961 -)، ممثل ومخرج كويتي، وهو ابن الممثل علي المفيدي عمل في بدايته كممثل واستمر إلى أن خاض عام 1992 تجربة الإخراج بمسلسل «طيف السلام».

## أعماله

### بالتمثيل
- درب الزلق.
- الطماعون.
- على الدنيا السلام.
- أحلام صغيرة.
- إلى أبي وأمي مع التحية.

### بالإخراج
- مسلسل بومتيح يوش متيح يطش.
- مسلسل رجل سنة 60.
- مسلسل كافيه بوعزوز.
- مسلسل عتيج الصوف.
- مسلسل ابن النجار.
- مسلسل  فريج صويلح.

## روابط خارجية
- حسين المفيدي على موقع قاعدة بيانات الأفلام العربية